# سنترفيل (مقاطعة مانيتووك)
سنترفيل، مقاطعة مانيتووك (بالإنجليزية: Centerville, Manitowoc County, Wisconsin)‏ هي بلدة تقع بولاية ويسكونسن في الولايات المتحدة. تبلغ مساحتها 68.7 (كم²)، وترتفع عن سطح البحر 205 م، بلغ عدد سكانها 713 نسمة في عام 2000 حسب إحصاء مكتب تعداد الولايات المتحدة وتصل الكثافة السكانية فيها 11.6 نسمة/كم2.

## أعلام
- مارك توبي

## وصلات خارجية
- http://towncenterville.weebly.com/
- The US50 - Cities and Towns in Wisconsin State
- Wisconsin Cities and Towns, Facts, Map, Flag, Colleges, Government, and More